# Wiesław Bek

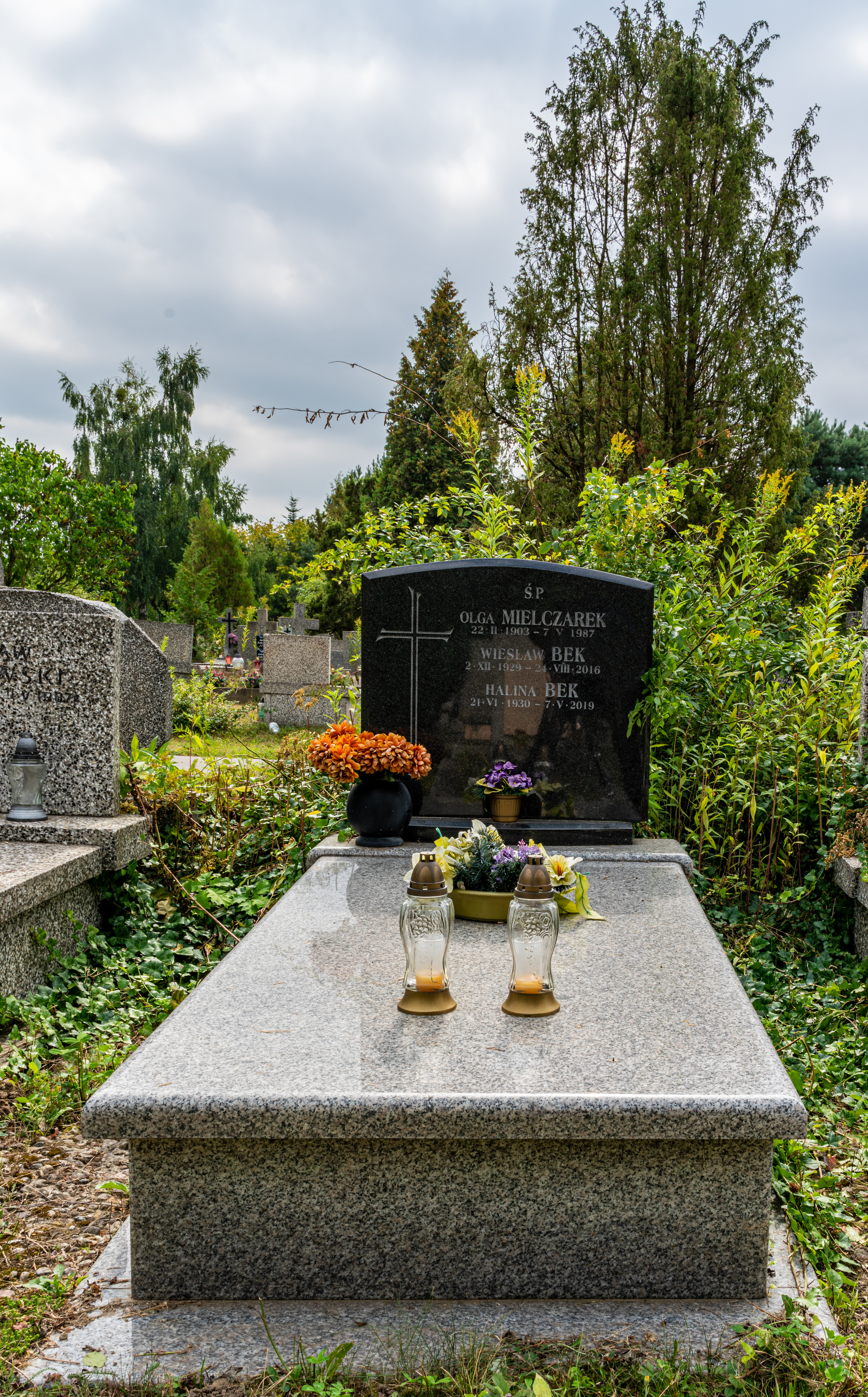
Grób Wiesława Beka na cmentarzu Komunalnym Północnym w Warszawie

Wiesław Marian Bek (ur. 2 grudnia 1929 w Łodzi, zm. 24 sierpnia 2016) – polski dziennikarz i działacz partyjny, redaktor naczelny „Trybuny Ludu” (1980–1985), ambasador PRL w Bułgarii (1986–1989). 

## Życiorys
W 1953 ukończył studia na Wydziale Biologii i Nauk o Ziemi Uniwersytetu Łódzkiego. W latach 1949–1964 zatrudniony na różnych stanowiskach w redakcji „Głosu Robotniczego” (m.in. zastępcy redaktora naczelnego). W 1954 wstąpił do PZPR. Od 1964 do 1968 pełnił obowiązki sekretarza Komitetu Wojewódzkiego PZPR, następnie zastępcy kierownika i kierownika Biura Prasy KC PZPR (1968–1972). Od 1973 do 1978 pełnił obowiązki wiceprezesa RSW „Prasa-Książka-Ruch”, następnie sprawował funkcję wiceministra kultury i sztuki – I zastępcy ministra (1978–1980). W 1980 był przez kilka miesięcy kierownikiem Wydziału Pracy Ideowo-Wychowawczej KC PZPR. W 1980 został mianowany redaktorem naczelnym „Trybuny Ludu”. W 1986 złożył listy uwierzytelniające jako ambasador nadzwyczajny i pełnomocny PRL w Sofii (do 1989).  
W latach 1971–1975 zastępca członka Komitetu Centralnego PZPR, w latach 1975–1981 członek Centralnej Komisji Kontroli Partyjnej PZPR. W 1983 wybrany w skład Krajowej Rady Towarzystwa Przyjaźni Polsko-Radzieckiej. W latach 80. był również członkiem Komisji Ideologicznej Komitetu Centralnego PZPR. 
Był prezesem Towarzystwa Polsko-Mongolskiego oraz wiceprezesem Stowarzyszenia Polska-Armenia powiązanego ze Stowarzyszeniem Współpracy Polska-Wschód.
Został pochowany na warszawskim cmentarzu komunalnym Północnym.

## Odznaczenia i wyróżnienia (wybrane)
- Order Sztandaru Pracy I klasy
- Krzyż Komandorski Orderu Odrodzenia Polski
- Krzyż Oficerski Orderu Odrodzenia Polski
- Medal 40-lecia Polski Ludowej
- Odznaka "Za zasługi dla rozwoju prasy polskiej i Stowarzyszenia Dziennikarzy Polskich" (1974)[5]
- Złota odznaka "Za zasługi dla dziennikarstwa" (1985)[6]
- Złota Odznaka honorowa „Za Zasługi dla Warszawy” (1970)[7]
- Medal Przyjaźni (Mongolia, 1971)[8]
- Nagroda indywidualna RSW „Prasa-Książka-Ruch” (1984)[9]